# Hitzerode
Hitzerode ist ein Ortsteil der Gemeinde Berkatal im Werra-Meißner-Kreis in Hessen.

## Geographische Lage
Hitzerode liegt, von Wald umgeben, im nordöstlichen Vorland des Hohen Meißners.

## Geschichte
Hitzerode wurde erstmals im Jahr 1195 in einer Urkunde des Papstes Coelestin III. erwähnt, in der er den Besitz des Klosters Germerode bestätigte. Um 1300 fiel Hitzerode an die Landgrafen von Hessen, 1398 gehörte eine Hälfte zur Landgrafschaft Hessen, die andere Hälfte war Lehen derer von Völkershausen, dann ab 1416 des landgräflichen Amtmanns auf Bilstein, Apel Appe zu Aue, und dessen Söhnen Hans und Apel Appe und nach deren Hinscheiden ab 1463 der mit ihnen verschwägerten Herren von Eschwege.
Dorfgeschichte und -gestalt wurden wie auch in den anderen Ortsteilen der Gemeinde Berkatal durch den Salz- und Weinhandel geprägt. Konzentrierte sich in der Frühzeit der Ortsgeschichte die Bebauung auf den „Kirchberg“ und den Verlauf der „Albunger Straße“, so wurde mit dem beginnenden Salzhandel die „Lange Straße“ bebaut, die vom Dohlsbach in Richtung Frankershausen über den Meißner nach Spangenberg befahren wurde. Dort entstanden die noch heute das Ortsbild prägenden, repräsentativen Hofanlagen wohlhabender Kaufleute.
Die Gemeinden Frankenhain, Frankershausen und Hitzerode wurden am 31. Dezember 1971 zur neuen Gemeinde Berkatal zusammengeschlossen.

## Sehenswürdigkeiten
- Dorfanger mit 400-jährige Linde
- Burgruine Bilstein
- ehemaliges Römerlager
- Römerschanze
- Fachwerkhäuser im Ort

## Persönlichkeiten
- Johann Claus Knieriem (1857–1884), Fabrik-Arbeiter und Politiker (SPD)